# Román Nemzeti Egység Párt
Román Nemzeti Egység Párt (Partidul Unității Națiunii Române) 1990. március 15-én alakult Erdélyi Románok Nemzeti Pártszövetség (Partidul de Uniune Națională a Românilor din Transilvania) néven. Az első választáson 2,12%-ot ért el, ezzel 2 szenátusi helyet szerzett meg.

A Konzervatív Párttal való összeolvadás után megszűnt.

## Külső hivatkozás
- Román Nemzeti Egység Párt honlapja